# André Burakovsky
André Marcus Burakovsky (né le 9 février 1995 à Klagenfurt en Autriche) est un joueur professionnel suédois de hockey sur glace. Il évolue au poste de centre. Il est le fils de Robert Burakovsky et le neveu de Mikael Burakovsky.

## Biographie

### Carrière en club
Formé au Malmö Redhawks, il débute en senior avec l'équipe première dans l'Allsvenskan, le deuxième niveau national en 2012. Il est sélectionné au troisième tour, en 102e position lors du repêchage d'entrée dans la KHL 2012 par le SKA Saint-Pétersbourg. Lors du repêchage d'entrée dans la LNH 2013, il est choisi au premier tour, à la 23e place au total par les Capitals de Washington. Il est choisi au premier tour, en cinquième position lors de la sélection européenne 2013 de la Ligue canadienne de hockey par les Otters d'Érié. Il part alors en Amérique du Nord et passe une saison dans la Ligue de hockey de l'Ontario. Le 9 octobre 2014, il joue son premier match dans la Ligue nationale de hockey avec les Capitals face aux Canadiens de Montréal. Il marque alors son premier but face à Dustin Tokarski. Deux jours plus tard, pour son deuxième match, il enregistre ses deux premières assistances chez les Bruins de Boston.
Le 28 juin 2019, il est échangé à l'Avalanche du Colorado en retour de choix de 2e et de 3e tours en 2020 et de l'attaquant Scott Kosmachuk.
Il remporte la Coupe Stanley 2022 avec Colorado.

### Carrière internationale
Il représente la Suède En équipe nationale. Il prend part aux sélections jeunes.

## Statistiques

### En club
| Saison     | Équipe                 | Ligue       |     | Saison régulière | Saison régulière | Saison régulière | Saison régulière | Saison régulière |    | Séries éliminatoires | Séries éliminatoires | Séries éliminatoires | Séries éliminatoires | Séries éliminatoires |
| Saison     | Équipe                 | Ligue       | PJ  | B                | A                | Pts              | Pun              | PJ               | B  | A                    | Pts                  | Pun                  |                      |                      |
| 2011-2012  | Malmö Redhawks         | Allsvenskan | 10  | 0                | 1                | 1                | 0                | 3                | 0  | 0                    | 0                    | 0                    |                      |                      |
| 2012-2013  | Malmö Redhawks         | Allsvenskan | 43  | 4                | 7                | 11               | 8                | -                | -  | -                    | -                    | -                    |                      |                      |
| 2013-2014  | Otters d'Érié          | LHO         | 57  | 41               | 46               | 87               | 35               | 14               | 10 | 3                    | 13                   | 2                    |                      |                      |
| 2014-2015  | Capitals de Washington | LNH         | 53  | 9                | 13               | 22               | 10               | 11               | 2  | 1                    | 3                    | 0                    |                      |                      |
| 2014-2015  | Bears de Hershey       | LAH         | 13  | 3                | 4                | 7                | 6                | 1                | 1  | 0                    | 1                    | 0                    |                      |                      |
| 2015-2016  | Capitals de Washington | LNH         | 79  | 17               | 21               | 38               | 12               | 12               | 1  | 0                    | 1                    | 6                    |                      |                      |
| 2016-2017  | Capitals de Washington | LNH         | 64  | 12               | 23               | 35               | 14               | 13               | 3  | 3                    | 6                    | 2                    |                      |                      |
| 2017-2018  | Capitals de Washington | LNH         | 56  | 12               | 13               | 25               | 27               | 13               | 2  | 4                    | 6                    | 4                    |                      |                      |
| 2018-2019  | Capitals de Washington | LNH         | 76  | 12               | 13               | 25               | 14               | 7                | 1  | 1                    | 2                    | 0                    |                      |                      |
| 2019-2020  | Avalanche du Colorado  | LNH         | 58  | 20               | 25               | 45               | 22               | 15               | 7  | 10                   | 17                   | 4                    |                      |                      |
| 2020-2021  | Avalanche du Colorado  | LNH         | 53  | 19               | 25               | 44               | 10               | 10               | 1  | 3                    | 4                    | 4                    |                      |                      |
| 2021-2022  | Avalanche du Colorado  | LNH         | 80  | 22               | 39               | 61               | 18               | 12               | 3  | 5                    | 8                    | 2                    |                      |                      |
| 2022-2023  | Kraken de Seattle      | LNH         | 49  | 13               | 26               | 39               | 14               | -                | -  | -                    | -                    | -                    |                      |                      |
| 2023-2024  | Kraken de Seattle      | LNH         | 49  | 7                | 9                | 16               | 14               | -                | -  | -                    | -                    | -                    |                      |                      |
| 2024-2025  | Kraken de Seattle      | LNH         | 79  | 10               | 27               | 37               | 12               | -                | -  | -                    | -                    | -                    |                      |                      |
| Totaux LNH | Totaux LNH             | Totaux LNH  | 696 | 153              | 234              | 387              | 167              | 93               | 20 | 27                   | 47                   | 22                   |                      |                      |

### En équipe nationale
| Année | Équipe    | Évènement                    |    | PJ | B | A  | Pts | Pun | +/-                |  | Résultat |
| 2012  | Suède U18 | Championnat du monde -18 ans | 6  | 0  | 3 | 3  | 0   | 0   | Médaille d'argent  |  |          |
| 2013  | Suède U18 | Championnat du monde -18 ans | 5  | 4  | 1 | 5  | 4   | +1  | 5e place           |  |          |
| 2014  | Suède U20 | Championnat du monde junior  | 7  | 3  | 4 | 7  | 0   | +3  | Médaille d'argent  |  |          |
| 2016  | Suède     | Championnat du monde         | 3  | 1  | 0 | 1  | 12  | 0   | 6e place           |  |          |
| 2024  | Suède     | Championnat du monde         | 10 | 4  | 7 | 11 | 0   | +8  | Médaille de bronze |  |          |

## Trophées et honneurs personnels

### Ligue nationale de hockey
- 2017-2018 : vainqueur de la Coupe Stanley avec les Capitals de Washington
- 2021-2022 : vainqueur de la Coupe Stanley avec l'Avalanche du Colorado